# (539) Pamina
(539) Pamina ist ein Asteroid des Hauptgürtels, der am 2. August 1904 vom deutschen Astronomen Max Wolf in Heidelberg entdeckt wurde. 
Benannt ist der Asteroid nach einer Figur aus der Oper Die Zauberflöte von Wolfgang Amadeus Mozart.

## Trivia
Der Name des Asteroiden wurde 1945 verwendet für die Taufe des US-amerikanischen Angriffsfrachtschiffs (Attack Cargo Ship) der Artemis-Klasse USS Pamina (AKA-34).